# Xbox Game Studios
Xbox Game Studios (tidligere Microsoft Game Studios) er navnet på Microsofts division til udvikling og produktion af spil til Xbox, Xbox 360, Xbox One, Games for Windows, Steam, Windows Store og Windows Phone. Divisionen blev oprettet i 2002 under navnet Microsoft Game Studios, i forbindelse med lanceringen af spillekonsollen Xbox. Microsoft Studios fungerer både som udvikler af egne spil, såvel som udgiver af tredjepartstitler.